# 奧馬哈 (喬治亞州)
奧馬哈（英語：Omaha）是位於美國喬治亞州斯圖爾特縣的一個非建制地區。該地的面積和人口皆未知。

## 地理
奧馬哈的座標為32°08′47″N 85°00′48″W / 32.14639°N 85.01333°W，而該地的平均海拔高度為109米（即358英尺）。